# Paulinho Nogueira
Paulinho Nogueira pseudonimo di Paulo Artur Mendes Pupo Nogueira (Campinas, 8 ottobre 1929 – São Paulo, 2 agosto 2003) è stato un cantante, compositore e chitarrista brasiliano.

## Biografia
Ebbe il suo impiego principale come disegnatore, ma non riuscì a "sfondare". Decise, così, di imparare a suonare la chitarra come autodidatta, e di guadagnarsi così da vivere. Scrisse anche dei bellissimi testi musicali, sia strumentali quanto cantati, famose sono le sue Bachianinhas. Dotato di un repertorio eclettico, spaziava dalla Bossa Nova a ritmi classici. Fu l'inventore della craviola, una chitarra particolare a 12 corde ideata da lui e costruita dalla ditta Giannini, marchio storico brasiliano, che Jimmy Page, dei Led Zeppelin, utilizzò per registrare Stairway to Heaven. Nogueira verrà ricordato anche perché è stato il maestro di Toquinho con cui ha partecipato, assieme ai più grandi chitarristi del mondo, al Festival Internazionale della Chitarra nel maggio del 1992..

## Discografia
- 1959 - A voz do violão (Columbia LP)
- 1960 - Brasil, violão e sambalanço  (RGE LP)
- 1961 - Menino desce daí/Tema do boneco de palha (RGE 78)
- 1961 - Sambas de ontem e de hoje (RGE LP)
- 1962 - Outros sambas de ontem e de hoje (RGE LP)
- 1963 - Mais sambas de ontem e de hoje (RGE LP)
- 1964 - A nova bossa e o violão (RGE LP)
- 1965 - O fino do violão (RGE LP)
- 1966 - Sambas e marchas da nova geração (RGE LP)
- 1967 - Paulinho Nogueira (RGE LP)
- 1968 - Um festival de violão (RGE LP)
- 1970 - Paulinho Nogueira canta suas composições (RGE LP)
- 1972 - Dez bilhões de neurônios (Continental LP)
- 1973 - Paulinho Nogueira, violão e samba (Continental 10.108)
- 1974 - Simplesmente (Continental LP)
- 1975 - Moda de craviola (Continental LP)
- 1976 - Antologia do violão (Phonogram LP)
- 1979 - Nas asas do moinho (Alequim LP)
- 1980 - O fino do violão volume 2 (Bandeirantes/WEA LP)
- 1981 - Tom Jobim – Retrospectiva (Cristal/WEA LP)
- 1983 - Água branca (Eldorado LP)
- 1986 - Tons e semitons (Independente LP)
- 1992 - Late night guitar - The brazilian sound of Paulinho Nogueira (CD)
- 1995 - Coração violão (Movieplay CD)
- 1996 - Brasil musical - Série música viva - Paulinho Nogueira e Alemã (Tom Brasil CD)
- 1999 - Sempre amigos (Movieplay CD)
- 2002 - Chico Buarque - Primeiras composições (Trama CD)